# اینتتیکس
اینتتیکس (انگلیسی: Intetics) شرکت فناوری اطلاعات آمریکایی است، که در سال ۱۹۹۵ تأسیس شد.